# Mosty i wiadukty w Opolu

## Mosty

### mosty nad Odrą
- Most Pamięci Sybiraków - (1933) drogowy most w ciągu ul. Nysy Łużyckiej (DW 435),
- Most Piastowski - (1886) drogowy most łączący ulicę Katedralną z placem Piłsudskiego,
- most w ciągu ul. Powstańców Warszawskich (obwodnicy) - (1999) 2 pasy ruchu (DK 46)[1].

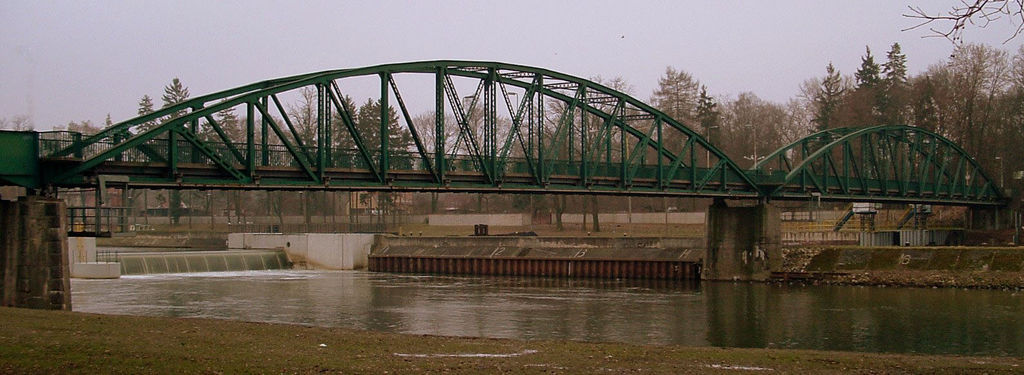
Most na wyspę Bolko

- most kolejowy w ciągu linii nr 132 - dwutorowa przeprawa o konstrukcji kratownicowej,
- pieszy most na Wyspę Bolko (ul. Spacerowa) - również i w tym miejscu do 1945 r. istniała przeprawa (zbudowana po 1930 r.[2]), wysadzona przez Niemców; przez wiele lat kursowały na Wyspę Bolko promy, w roku 1960 zbudowano most dla pieszych, istniejący do dzisiaj.

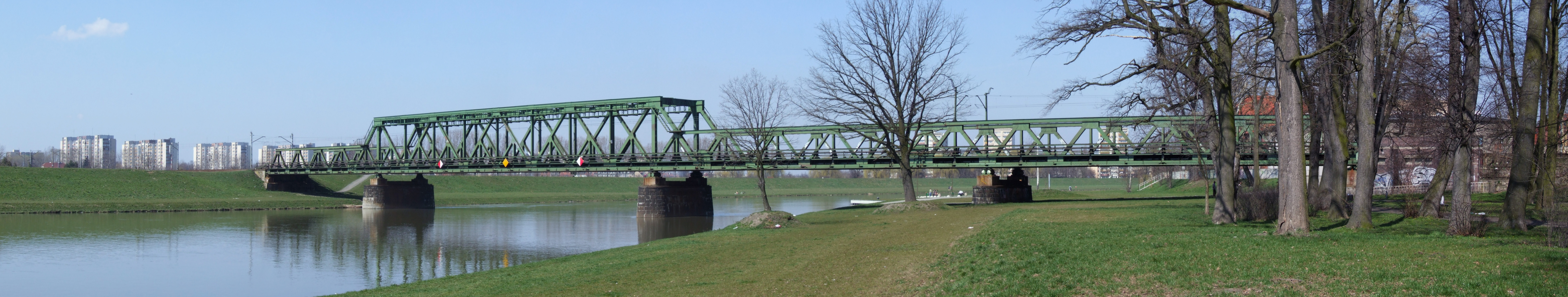
Most kolejowy nad Odrą

### mosty nadMałą Panwią
- most drogowy w ciągu ul. Jagiełły (DW 454)
- most kolejowy w ciągu linii nr 277 - dwutorowa przeprawa o konstrukcji łukowej

### mosty nadKanałem Ulgi
- ul. Wrocławska

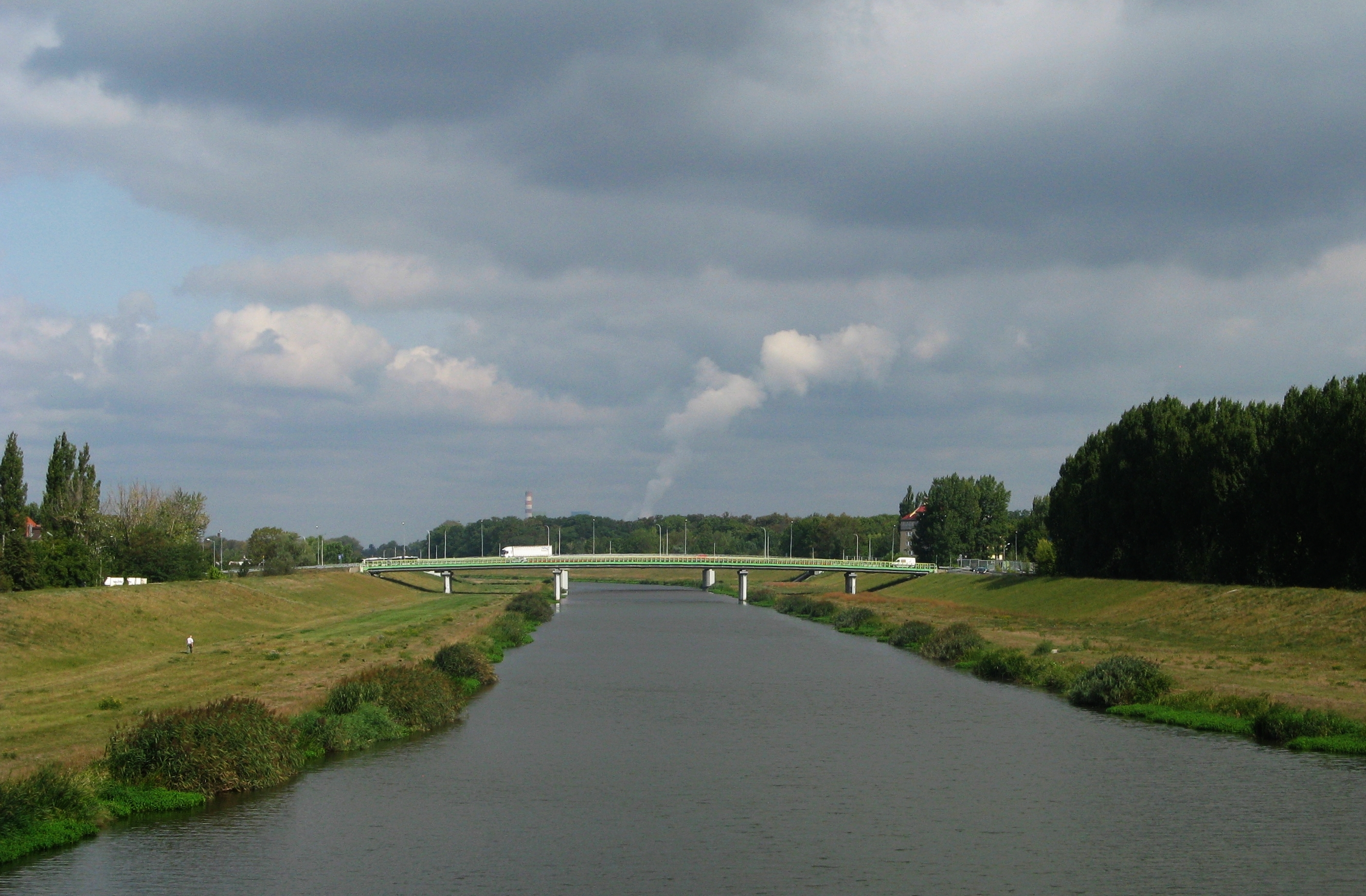
Most Zaodrzański nad Kanałem Ulgi (2018)

- ul. Niemodlińska - wiadomo, że w 1941 r.[3] istniała raczej grobla niźli most; do lat 70. XX wieku istniał drewniany most - wtedy wraz z poszerzeniem ul. Niemodlińskiej zbudowano obecną przeprawę - 2 pasy jezdni ze sztuczną wysepką rozdzielającą.
- Most Zaodrzański - w ciągu ul. Spychalskiego, zbudowany na początku XXI wieku w miejscu grobli komunikacyjnej przedzielającej Kanał Ulgi. Grobla miała stanowić tymczasowe rozwiązanie podczas budowy mostu w ciągu ul. Niemodlińskiej, jednak pozostawioną ją mimo poważnego zagrożenia powodziowego, jakie stwarzała przerwa w wałach kanału. Do momentu likwidacji grobli, ruch odbywał się tylko w kierunku centrum, kursowały tędy również autobusy MZK.
- most kolejowy w ciągu linii nr 132 - dwutorowa przeprawa,
- Most Pajęczy – między Wyspą Bolko a Wójtową Wsią, wybudowany na początku XXI wieku, wraz z przekopaniem południowej części Kanału Ulgi.

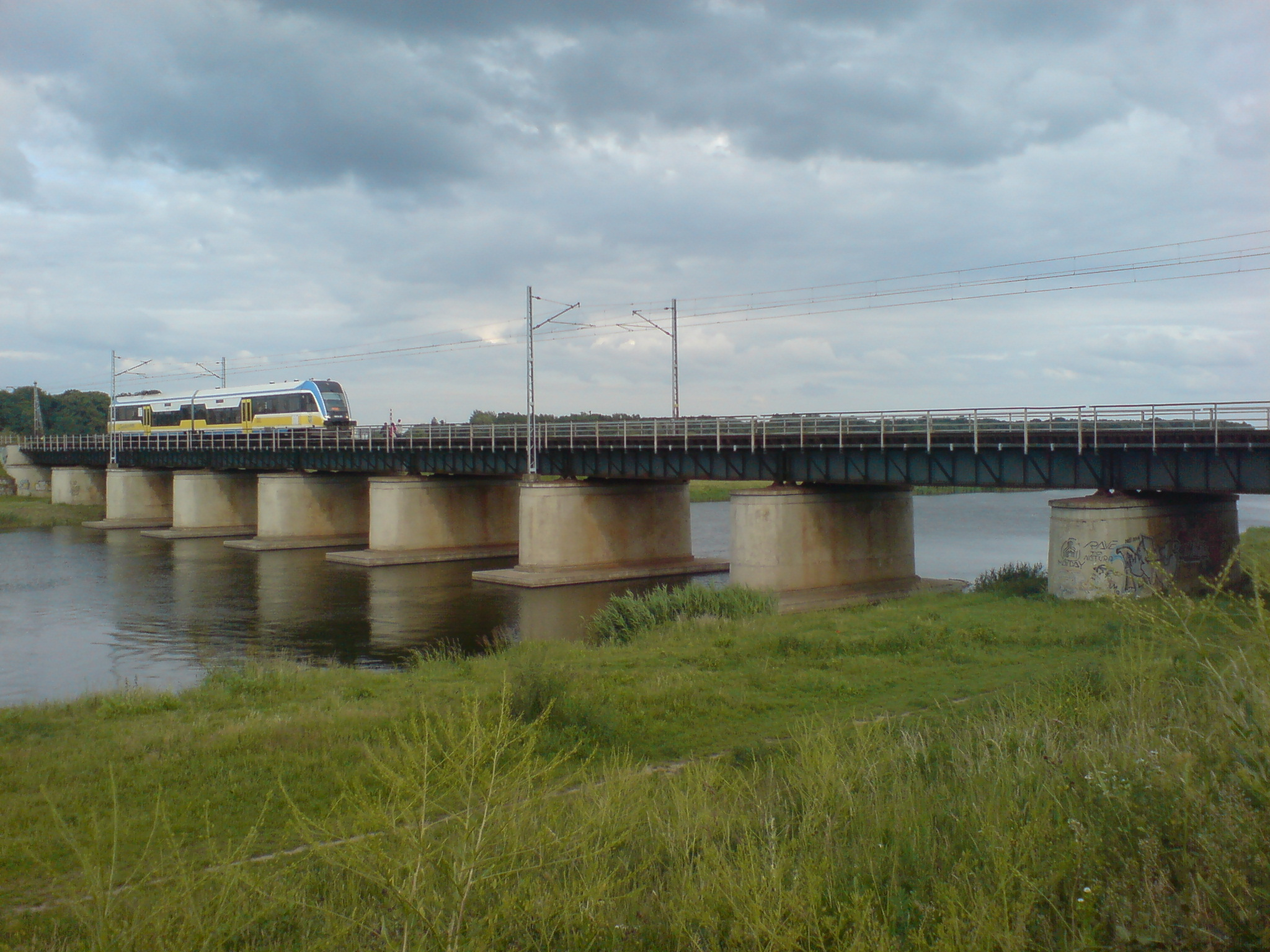
Most kolejowy na Kanale Ulgi

### mosty nadMłynówką
- kładka przy śluzie północnej

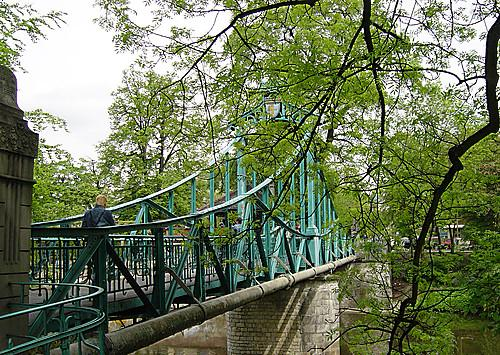
Zielony mostek groszowy

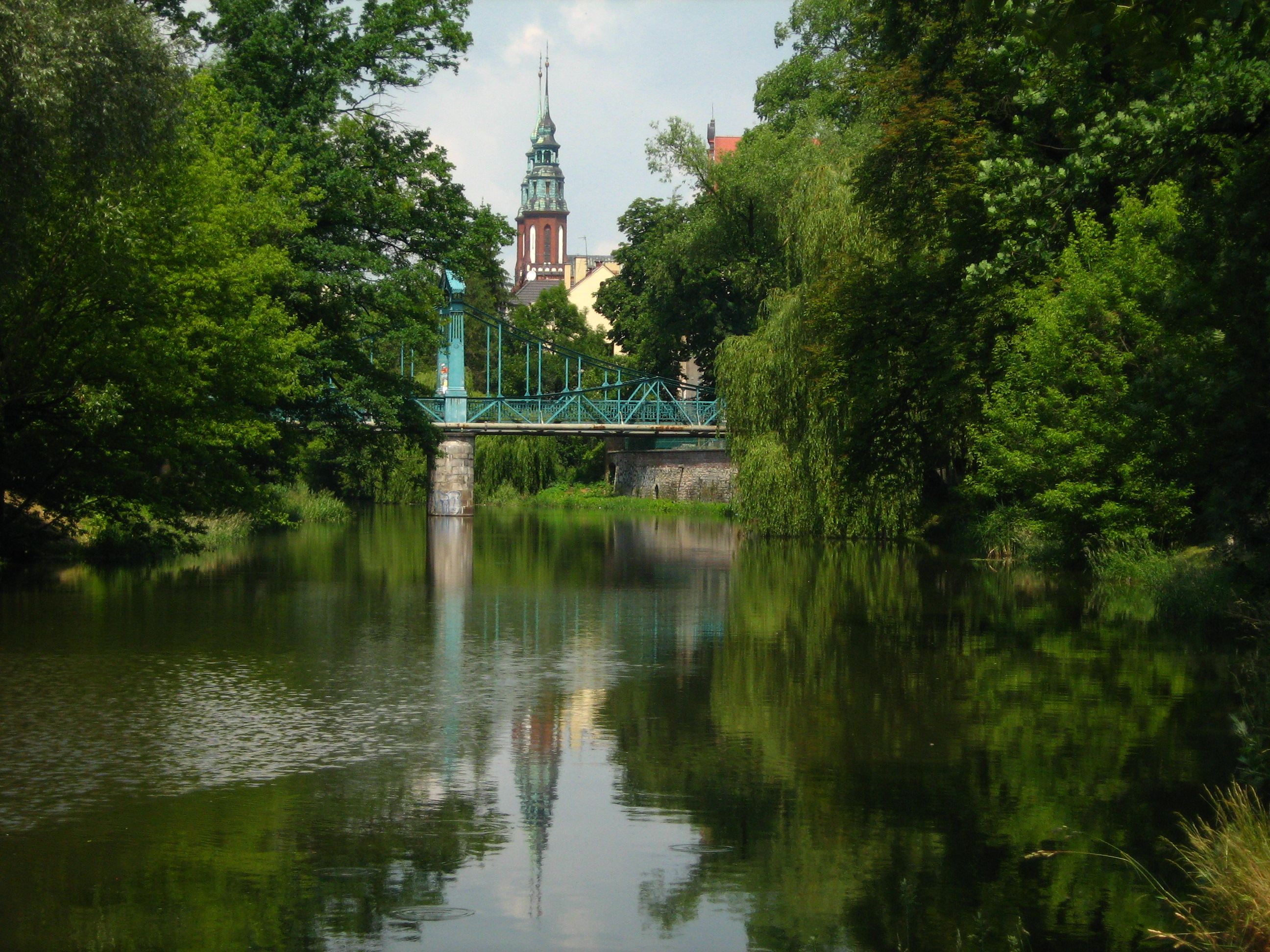
Most groszowy - czerwiec 2008

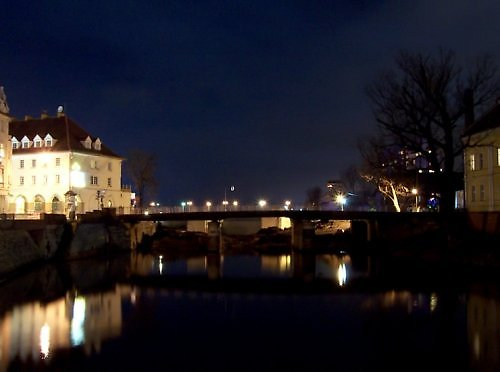
Most katedralny nocą

- ul. Katedralna - most katedralny, stoi w miejscu przeprawy wspomnianej w 1421 r.; zaraz obok nowoczesna kładka dla pieszych.
- Most Zamkowy (tzw. żółty) - most w ciągu ul Zamkowej - zbudowany w I poł. XIX wieku
- Most Groszowy (tzw. zielony) - pieszy most w ciągu ul. Mozarta zbudowany ok. 1906 r., nazwa pochodzi od pobieranej niegdyś opłaty
- ul. Korfantego - zbudowany w roku 1938[3][4]
- kładka przy śluzie południowej
- kolejowy

## Wiadukty

### wiadukty drogowe nad torami kolejowymi
- ul. Reymonta - Struga (2 wiadukty w 1 ciągu), w tym jeden o konstrukcji wantowej.
- ul. Armii Krajowej/Jerzego i Ryszarda Kowalczyków
- ul. Niemodlińska
- ul. Mieszka I
- ul. Zielona/pl. Kościelny
- ul. Solskiego
- ul. Ozimska (w rzeczywistości 2 wiadukty)
- ul. Reja
- ul. Jerzego i Ryszarda Kowalczyków
- ul. Wschodnia (nad torami do Jelcza-Laskowic)
- ul. Wschodnia (nad torami do Kluczborka)
- ul. Sołtysów
- ul. Powstańców Warszawskich
- Obwodnica (nad torami do Kluczborka)
- Obwodnica (nad torami w stronę Ozimka)
- ul. Oświęcimska
- ul. Bolesława Chrobrego

### wiadukty kolejowe
- nad ul. Luboszycką
- nad ul. Oleską
- nad ul. Wojska Polskiego
- nad ul. Prószkowską
- nad ul. Krapkowicką
- nad ul. Parkową
- nad ul. Traugutta
- nad ul. Powstańców Śląskich
- nad ul. Mikołaja
- nad ul. Puszkina